# Neon (TV-serie)
Neon är en amerikansk komediserie vars första säsong hade premiär på Netflix den 19 oktober 2023. Första säsongen består av åtta avsnitt. Serien är skapad av Shea Serrano och Max Searle som även medverkat i skrivande av seriens manus samt dess regi.

## Handling
Serien kretsar kring en lovande reggaeton-artist som tillsammans med sina bästa vänner flyttar från en småstad i Florida flyttar till Miami för att förverkliga sina drömmar.

## Rollista i urval
- Tyler Dean Flores
- Emma Ferreira
- Jordan Mendoza
- Alycia  Pascual-Peña
- Jordana Brewster
- Genesis Rodriguez
- Santiago Cabrera
- Jhayco